# Nacastillo
Nacastillo är en ort i Mexiko.   Den ligger i kommunen La Huerta och delstaten Jalisco, i den sydvästra delen av landet, 600 km väster om huvudstaden Mexico City. Nacastillo ligger 338 meter över havet och antalet invånare är 158.
Terrängen runt Nacastillo är varierad. Runt Nacastillo är det glesbefolkat, med 12 invånare per kvadratkilometer. Nacastillo är det största samhället i trakten. I omgivningarna runt Nacastillo växer i huvudsak lövfällande lövskog.